# Amietia amieti
Amietia amieti är en groddjursart som först beskrevs av Laurent 1976.  Amietia amieti ingår i släktet Amietia och familjen Pyxicephalidae. IUCN kategoriserar arten globalt som otillräckligt studerad. Inga underarter finns listade i Catalogue of Life.